# 懐
懐（ふところ）とは、衣服の胸の辺りの内側の部分である。また、仮に何も身につけていなくとも、前に出した両腕と胸とで囲まれる空間も、懐と呼ばれる。さらに拡大解釈して、何かに囲まれた空間のことを、懐と言う場合もある。なお、現実の空間ではなく、考え（胸中）のことを指す場合もある。

## 概要
衣服、特に和服を着た時の、胸の辺りの内側の部分を指す。しかしながら、和服以外の服を着ていても、同様の部分を指して懐と呼ばれる。これらの用法の場合、懐中とほぼ同義である。また、仮に何も身につけていなくとも、前に出した両腕と胸とで囲まれる空間も懐と呼ばれる。

## 懐中にあるモノ
- 懐剣（懐中に忍ばせておく護身用の短刀）など、あまり人目には曝さず、大っぴらに持ち歩いてはいない物に懐と付くものがある。
- 懐紙

## 派生

### 所持金
金などを自分のものにすることを、懐に入れて持つ様から「懐にする」と言う。所持金の額や金回りの状態を「懐具合」や「懐都合」と言い、懐に入れて持っている金そのものを「懐」と言うこともある。例えば、持ち合わせの金がたくさんあることは「懐が暖かい」、不当の利益を得ることは「懐を肥やす」「懐を暖める」と言う。逆に、所持金が少ないことは「懐が寒い」「懐が寂しい」、身銭を切ることは「懐を痛める」と言う。なお「懐勘定」と言うと、所持金を暗算することを指す。

### 胸中
「懐を探る」と言うと、相手の考えていることを探るという意味になる。さらに人間の能力を指すこともあり、「懐が深い」と言うと、度量が広い、対応力に長ける、などの意味となる。しばしば、力士に対して使われる表現である。

### 人間以外に用いられる場合
本来「懐」とは人間に用いられる語であるものの、何かに囲まれた状態を「懐に抱かれる」などと言われることがある。